# 공위겸
공위겸(孔撝謙)은 임진왜란 때 인물이다.

## 개요
공위겸(孔撝謙 ? ~ 1592)은 영산 출신으로 임진왜란 당시 왜군에 항복한 부왜 세력 중의 한 명이다. 그는 왜군의 향도를 자임하여 함께 서울에 들어갔으며, 가솔에게 편지를 보내 “내가 당연히 경주 부윤(慶州府尹)이 될 것이요, 낮아도 밀양 부사(密陽府使) 벼슬은 차지할 것이다.”라는 말을 하였다고 하며, 일설에는 경상도관찰사를 참칭했다고도 한다. 부왜 활동으로 이름이 알려지자 곽재우(郭再祐) 휘하에서 활동한 의병장 신초(辛礎)가 기지를 발휘하여 사로 잡았고, 곽재우가 참살하였다. 문자의 사용에 어려움이 없으며, 왜군의 점령지 통치에 가담한 것으로 판단되는 측면이 있어 향촌의 양반이나 중인 이상의 신분으로 보인다. 그는 함경도에서 왕자와 재신들을 왜군에 팔아넘긴 관노 국경인(鞠景仁)과 같은 부류로 적극적인 부왜 세력으로 언급되어온 인물이다.